# Csaba Hirbik
Csaba Hirbik (Budapest, 29 de diciembre de 1976) es un deportista húngaro que compitió en lucha grecorromana. Ganó una medalla de plata en el Campeonato Mundial de Lucha de 1998 y una medalla de plata en el Campeonato Europeo de Lucha de 2000.

## Palmarés internacional
| Campeonato Mundial | Campeonato Mundial | Campeonato Mundial | Campeonato Mundial |
| Año                | Lugar              | Medalla            | Categoría          |
| ------------------ | ------------------ | ------------------ | ------------------ |
| 1998               | Gävle (Suecia)     | Medalla de plata   | kg                 |
| Campeonato Europeo |                    |                    |                    |
| Año                | Lugar              | Medalla            | Categoría          |
| 2000               | Moscú (Rusia)      | Medalla de plata   | 69 kg              |